# Thapar Group
Die Thapar Group ist ein indisches Konglomerat, das auf die 1921 von Karam Chand Thapar (1900–1963) in Kalkutta  gegründete Karam Chand Thapar & Bros. (Coal Sales) Gesellschaft zurückgeht, die 1929 zur Thapar Holding umgewandelt und 1943 in KCT Group umfirmiert wurde. Seit der Aufteilung 1999 bestehen vier selbstständige Unternehmensgruppen der Familie Thapar.

## Geschichte
Die Gesellschaft war zunächst im Kohlenhandel tätig. 1945 gründete Thapar die Ballapuri Paper and Straw Board  Mills (später: BILT). 1963 gab Thapar die Unternehmensleitung an seinen drittältesten Sohn Lalit Mohan (1930–2007) ab. Ende der 1990er Jahre wies BILT erhebliche Verluste auf Grund gestiegener Löhne sowie der Wasser- und Energiepreise aus. Daraufhin übernahm Gautam Thapar, ein Neffe von Lalit, die Abteilung Chemie, die für die Produktion von Papier und -brei zuständig war und die er innerhalb eines Jahres in die Gewinnzone führte, indem er weitere Expansionspläne stoppte, einige Anlagen veräußerte und das Lohnproblem löste. Dieser Erfolg empfahl ihn für verantwortungsvollere Aufgaben.
1999 wurde die Unternehmensgruppe auf die vier Söhne des Gründers aufgeteilt.
- Inder Mohans Sohn Vikram sowie dessen Kinder Varun und Ayesha erhielten KCT Coal Sales, ICPL sowie The Waterbase Aquakulturen.
- Brij Mohan erhielt Crompton Greaves, BILT Chemicals und Bharat Starch, die er an  seinen jüngeren Sohn Gautam (* 1960) übergab. Der ältere Sohn Karan (* 1957) übernahm Greaves Cotton, Premium Transmission und English Indian Clays (EICL).[1]
- Lalit Mohan erhielt BILT. Da er Junggeselle war, setzte er Gautam als Erben ein.
- Man Mohan erhielt JCT, JCT Electronics und den Fußballverein JCT Mills FC.

## Struktur
KCT Karam Chand Thapar Group
Die KCT & Bros. (Coal Sales) Ltd. ist das älteste Unternehmen der Thapar Group und mit einem Transportvolumen von etwa 60–70 Millionen m³ Kohle pro Jahr der größte Kohlespediteur des Landes. Daneben gehören die Indian City Properties, eine Entwicklungs- und Betreibergesellschaft von Gewerbeimmobilien sowie die Waterbase Aquakulturbetriebe dazu.
Avantha Group
Gautam Thapar übernahm die Leitung von BILT Chemicals und wurde nach dem Rückzug Lalits auch Eigentümer dieser Gesellschaft. 2007 konsolidierte er seine Unternehmen unter Avantha Group, deren Flaggschiffe BILT und Crompton Greaves damals jeweils mehr als eine Milliarde Umsatz in US-Dollars erzielten. Zwischen 2005 und 2012 hatte Crompton Greaves 10 überseeische Gesellschaften übernommen. BILT hatte 2006 die Sabah Forest Industries, Malaysias größten Papier und -breihersteller  übernommen. Die meisten Übernahmen wurden mit Krediten finanziert.
2008 kündigte Thapar den Einstieg in die Energieerzeugung mit einem Kapital von 1,3 Milliarden US-Dollar für je 600 MV Energieparks in Madhya Pradesh und in Chattisgarh an. Hierfür gründete er die Avantha Power and Infrastructure, die den Umsatz der Energiesparte in 5 Jahren auf 10 Milliarden US-Dollar verdoppeln sollte. Diese Expansion in den Energiebereich war jedoch wenig erfolgreich und so erzwangen die Kreditgeber den Verkauf des Energieparks Chattisgarh an die Adani Group und eine Verkaufsofferte für den Energiepark Madhya Pradesch.
2015 stellte Thapar auch Crompton Greaves zum Verkauf, fand jedoch keinen Käufer. Daher spaltete er CG Consumer Electronics (die einen Umsatzanteil von einem Fünftel hatten) ab und verkaufte 34,37 Prozent seiner Anteile an die private equity Gruppe Advent International and Temasek. Währenddessen erwirtschaftete CG Power and Industrial Solutions weiterhin hohe Verluste und büßte 80 Prozent seines Marktkapitalwertes ein. Ein zweifacher Personalwechsel an der Spitze der Avantha Group ab 2011 führte zu einem Verlust der überseeischen Gesellschaften. Thapar musste in der Folge den Vorstandsvorsitz der CG Power and Industrial Solutions abgeben, nachdem auch finanzielle Unregelmäßigkeiten aufgedeckt worden waren.
Im August 2021 erklärte die Avantha Power and Infrastructure die Insolvenz. Zugleich sind von der Aufsichtsbehörde Enforcement Directory (ED) drei Verfahren wegen Geldwäsche gegen Thapar eröffnet worden, in die auch die Yes Bank verstrickt ist.
Karun Carpets (Holding)
2018 hat Karan Thapar (* 1957), der Bruder von Gautam, seine Unternehmensgruppe konsolidiert: Bharat Starch Products (gegründet als: Bharat Corn Products), DBH Investments (vorher: Tula Traders) und DBH International (gegründet 1950 als Dadabhoy Hormusjee & Sons) wurden mit der seit 1985 bestehenden Beteiligungsgesellschaft KCP Karun Carpets verschmolzen.
Daneben gehören die English Indian Clays (EICL), Greaves Cotton, Greaves Leasing, Dee Greaves, Premium Transmission (bis 2004: Power Transmission), Ampere Vehicles, DBH Consulting und DBH Stephan zu dieser Gruppe. Letztere sind die 2011 von Rexnord in Hameln übernommenen Stephan Werke.
JCT Group
JCT Ltd. ist einer größten Textilhersteller des Landes sowie Spezialgarnproduzent mit einem Umsatz von etwa 1 Milliarde US-Dollar. Für die Leitung ist seit 1994 Samir Thapar (* 1965) verantwortlich, der von seiner Schwester Prya (* 1968) unterstützt wird. JCT Electronics Ltd ist auf Grund massiver finanzieller Verluste 2014–15 am 15. Oktober 2015 in Liquidation gegangen und die Anteilscheine werden seit 2. Februar 2018 eingezogen (Delisting).